# Filago
 Filago  Loefl., 1753 è un genere di piante angiosperme dicotiledoni della famiglia delle Asteraceae (sottofamiglia Asteroideae, tribù Gnaphalieae e sottotribù Gnaphaliinae).

## Etimologia
Il nome del genere (Filago) deriva dalla voce latina filum (= piccolo filo) e si riferisce o al ricco tomento di queste piante simile ai fili dei capelli o ai fiori filamentosi esterni.
Il nome scientifico del genere è stato definito dal botanico Pehr Loefling (1729-1756) nella pubblicazione " Species Plantarum" ( Sp. Pl. 2: 927, 1199, [1230] (1753), nom. cons.) del 1753.

## Descrizione

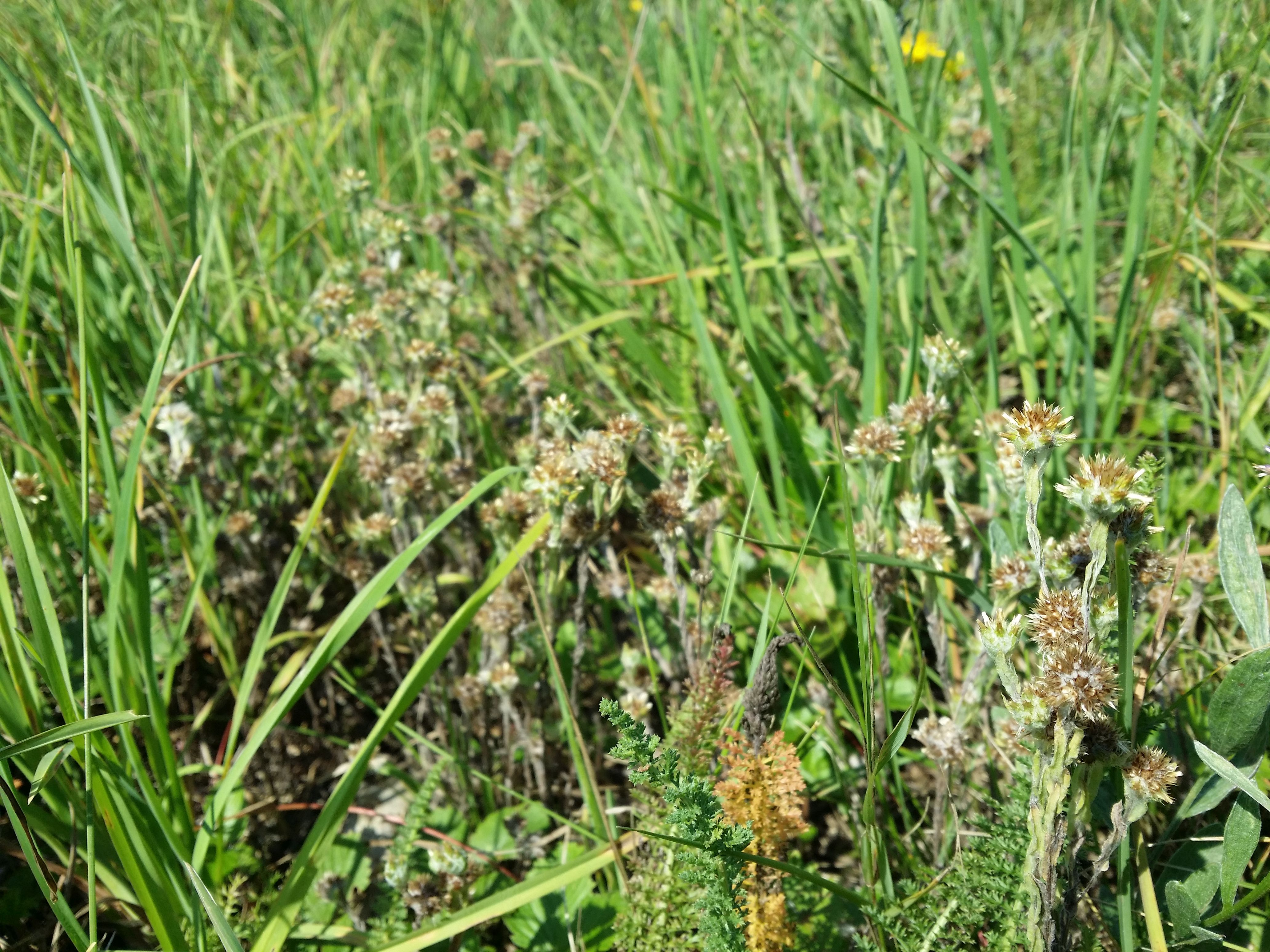
Il portamento
(Filago germanica)

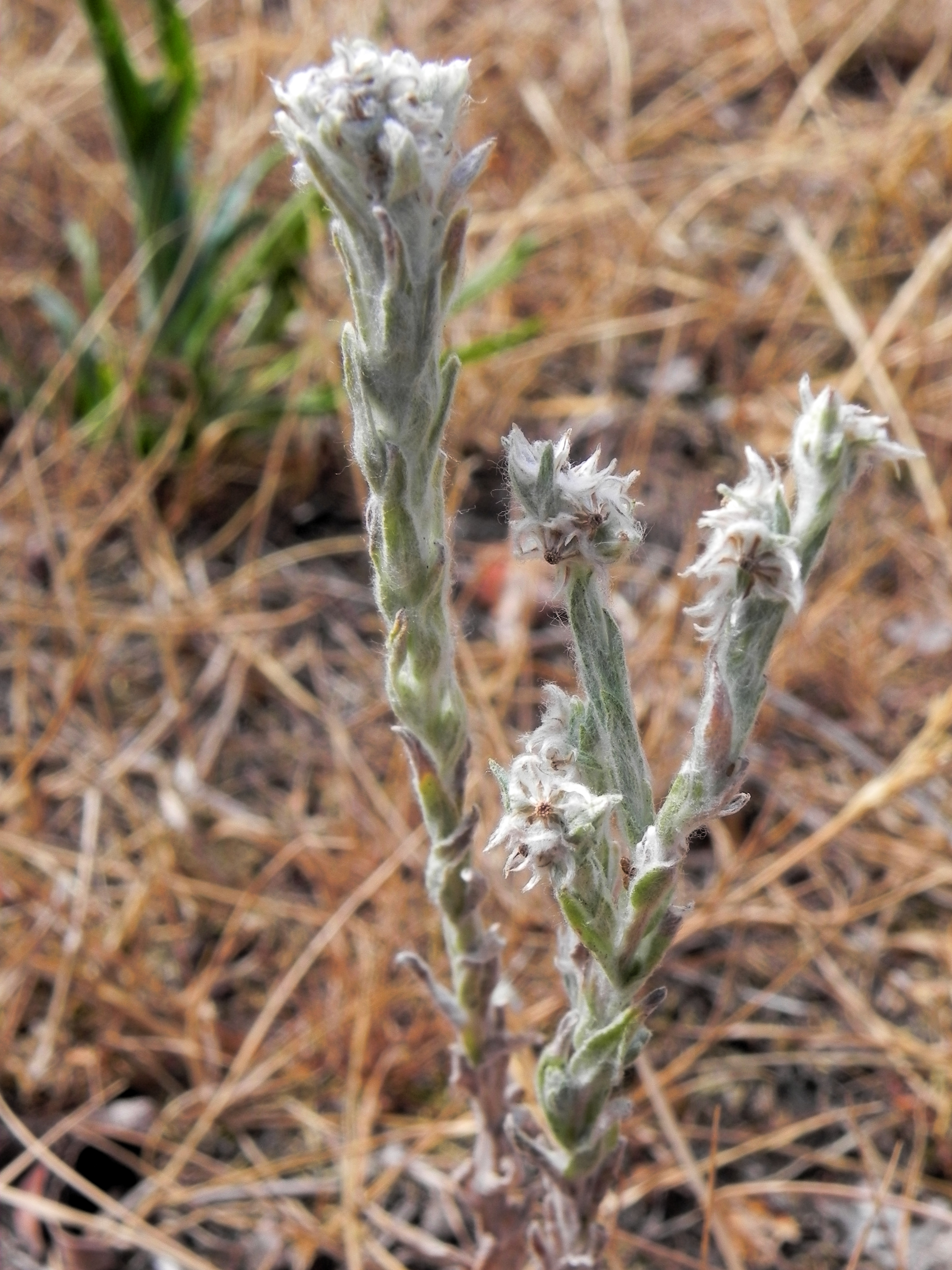
Le foglie cauline
(Filago arvensis)

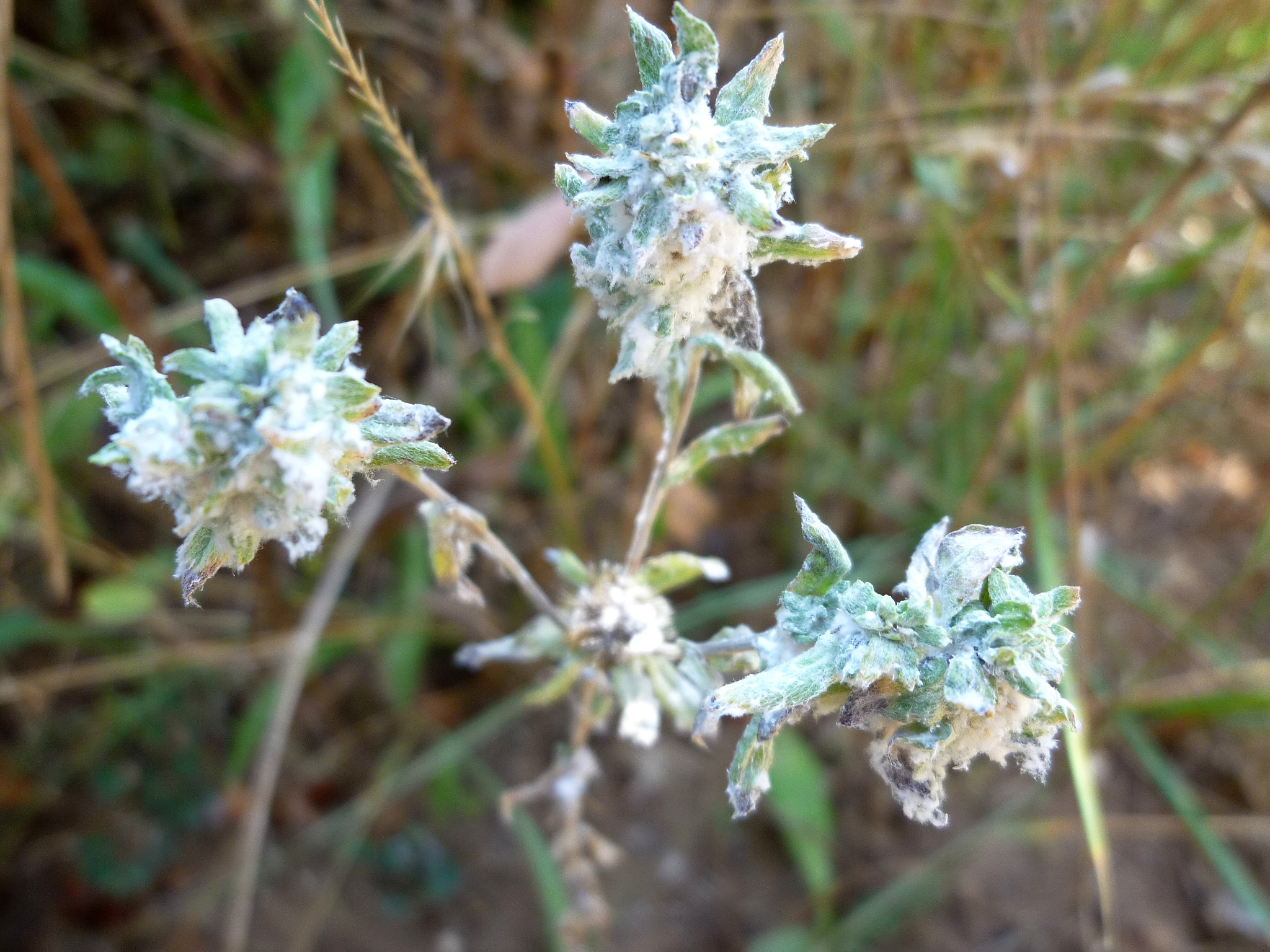
Infiorescenza
(Filago pyramidata)

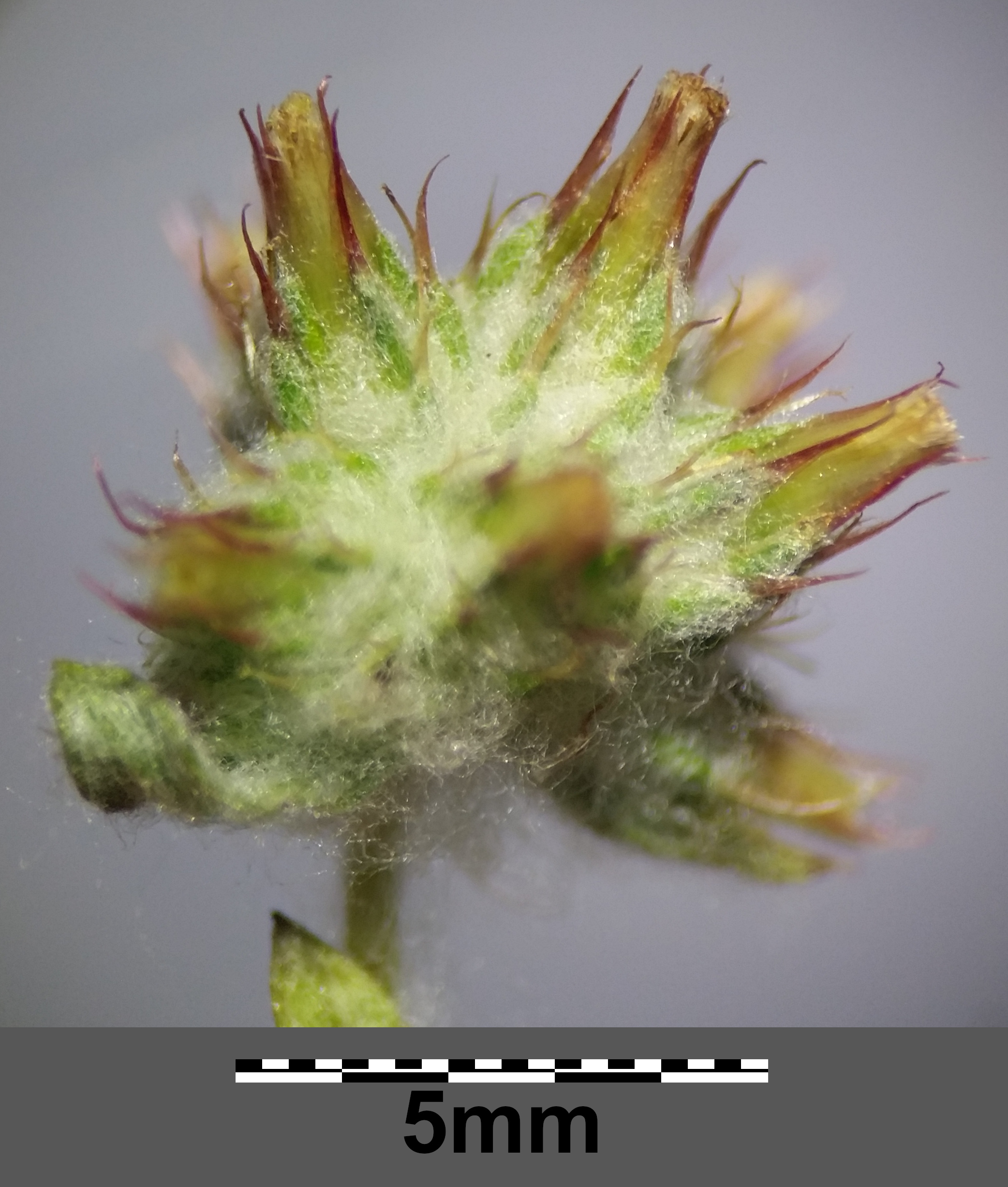
I fiori
(Filago lutescens)

Habitus. Le specie di questo gruppo hanno un habitus di tipo erbaceo annuale. In genere sono ricoperte da un tomento grigio-biancastro. I cauli di queste piante sono provvisti del floema, ma non di canali resiniferi; mentre i sesquiterpeni lattoni sono normalmente assenti (piante senza lattice). La forma biologica prevalente è terofita, ossia sono piante erbacee che differiscono dalle altre forme biologiche poiché, essendo annuali, superano la stagione avversa sotto forma di seme. Alcune sono scapose, altre rosulate o reptanti. Una delle caratteristiche più particolari di questa specie sono le infiorescenze in quanto una generazione dei capolini sembra elevarsi sopra il grappolo precedente che l'ha generato.
Fusto. La parte aerea del fusto è ramosa o semplice. Le ramificazioni sono dicotomo-corimbose. Il portamento è ascendente o prostrato. Alcune specie hanno un habitus cespitoso con 2 – 7 gambi. Le radici normalmente sono secondarie da fittone. Altezza massima del fusto: 5 – 40 cm.
Foglie. Le foglie sono soprattutto caulinari; sono disposte in modo alterno e addensate in modo continuo lungo il caule. La forma è intera, da lesiniforme a lineare-lanceolata (a volte anche spatolata o oblanceolata) con pelosità appressata o lanosa su entrambe le facce. Il colore è grigiastro.
Infiorescenza. Le sinflorescenze sono composte da capolini solitari o da 8 - 35 capolini raccolti in formazioni di glomeruli. Le infiorescenze vere e proprie sono formate da un capolino terminale sessile o peduncolato di tipo discoide (con fiori omogami) o disciforme (con fiori eterogami). I capolini spesso sono avvolti alla base da filamenti lanosi e brattee fogliacee. I capolini sono formati da un involucro, con forme più o meno piramidali o cilindriche, composto da alcune brattee, al cui interno un ricettacolo fa da base ai fiori. Le brattee, a consistenza cartilaginea, colorate di bruno, con forme acute e aristate, sono disposte in modo più o meno embricato su 3 - 4 serie e possono essere connate alla base (strati di stereoma indiviso);  talora possono avere un margine ialino. Il ricettacolo è nudo ossia senza pagliette a protezione della base dei fiori; la forma normalmente è piatta o conica. Il ricettacolo può essere accorciato (nelle specie italiane) o allungato (può avvolgere la corolla) e filiforme in altre specie (forma conica). Le squame più o meno lanceolate sono disposte in 3 – 4 serie.
Fiori.  I fiori (quelli pistilati: da 27 a 40; quelli bisessuali: da 2 a 9) sono tetra-ciclici (formati cioè da 4 verticilli: calice – corolla – androceo – gineceo) e pentameri (calice e corolla formati da 5 elementi). Sono inoltre tubulosi, attinomorfi e si distinguono in:
- fiori del disco esterni: sono femminili e filiformi; sono disposti in modo uniseriato o biseriato; crescono all'ascella di una brattea dell'involucro ed hanno la particolarità che il tubo corollino è inserito all'apice dell'ovario;
- fiori del disco centrali: sono pochi e sono ermafroditi oppure talvolta sono funzionalmente maschili (per aborto dell'ovario); le forme sono tubulari;

In questo gruppo di piante i fiori radiati (ligulati o del raggio) sono assenti; a volte sono confusi con i fiori femminili (tubulosi) del disco esterno più o meno sub-zigomorfi con un lembo piatto e possono essere interpretati come fiori del raggio.
- Formula fiorale:

*/x K {\displaystyle \infty }, [C (5), A (5)], G 2 (infero), achenio
- Calice: i sepali del calice sono ridotti ad una coroncina di squame.
- Corolla: la forma della corolla normalmente è tubolare con 4 lobi; i lobi hanno delle forme da lanceolate o deltate a lineari. I colori della corolla sono giallastri.
- Androceo: l'androceo è formato da 5 stami sorretti da filamenti generalmente liberi; gli stami sono connati e formano un manicotto circondante lo stilo; le teche (produttrici del polline) sono prive di sperone, ma hanno la coda (una sola); le appendici apicali delle antere hanno delle forme piatte; il tessuto endoteciale (rivestimento interno dell'antera) è quasi sempre polarizzato (con due superfici distinte: una verso l'esterno e una verso l'interno). Il polline è di tipo echinato (con punte sporgenti) a forma sferica è formato inoltre da due strati di ectesine, mentre lo strato basale è spesso e regolarmente perforato (tipo “gnafaloide”).[7]
- Gineceo: l'ovario è infero uniloculare formato da 2 carpelli. Lo stilo (il recettore del polline) è intero o biforcato con due stigmi nella parte apicale. Gli stigmi hanno una forma da allungata; possono essere ricoperti da minute papille o avere dei penicilli dorsali. Le superfici stigmatiche sono separate.[7]

Frutti. I frutti sono degli acheni con pappo. Gli acheni sono piccoli a forma oblunga o turbinata; la superficie in genere è glabra (in qualche specie sono presenti dei piccoli peli doppi clavati); il pericarpo può essere percorso longitudinalmente da alcuni fasci vascolari. Il pappo è formato da setole capillari barbate (o scabre) libere. Il pappo è uniseriato se i frutti sono generati dai fiori più interni (se sono generati da quelli più periferici sono invece privi di pappo).

## Biologia
Impollinazione: l'impollinazione avviene tramite insetti (impollinazione entomogama tramite farfalle diurne e notturne).

Riproduzione: la fecondazione avviene fondamentalmente tramite l'impollinazione dei fiori (vedi sopra).

Dispersione: i semi (gli acheni) cadendo a terra sono successivamente dispersi soprattutto da insetti tipo formiche (disseminazione mirmecoria). In questo tipo di piante avviene anche un altro tipo di dispersione: zoocoria. Infatti gli uncini delle brattee dell'involucro (se presenti) si agganciano ai peli degli animali di passaggio disperdendo così anche su lunghe distanze i semi della pianta. Inoltre per merito del pappo il vento può trasportare i semi anche a distanza di alcuni chilometri (disseminazione anemocora).

## Distribuzione e habitat
La distribuzione di queste piante comprende oltre all'Europa, l'Asia temperata e l'Africa boreale. In America si trovano in California, nell'Arizona e al sud in Argentina. Queste piante come habitat preferiscono in genere luoghi secchi in vicinanza di coltivi o anche in zone sassose. Spesso sono considerate erbacce infestanti.

.

## Tassonomia
La famiglia di appartenenza di questa voce (Asteraceae o Compositae, nomen conservandum) probabilmente originaria del Sud America, è la più numerosa del mondo vegetale, comprende oltre 23.000 specie distribuite su 1.535 generi, oppure 22.750 specie e 1.530 generi secondo altre fonti (una delle checklist più aggiornata elenca fino a 1.679 generi). La famiglia attualmente (2021) è divisa in 16 sottofamiglie; la sottofamiglia Asteroideae è una di queste e rappresenta l'evoluzione più recente di tutta la famiglia.

### Filogenesi
Il genere di questa voce è descritto nella tribù Gnaphalieae, una delle 21 tribù della sottofamiglia Asteroideae. Da un punto di vista filogenetico, la tribù Gnaphalieae fa parte del supergruppo (o sottofamiglia) "Asteroideae grade"; l'altro è il supergruppo "Non-Asteroideae" contenente il resto delle sottofamiglie delle Asteraceae. All'interno del supergruppo è vicina alle tribù Senecioneae, Calenduleae, Astereae e Anthemideae.
La sottotribù Gnaphaliinae è caratterizzata da portamenti di vario tipo con specie ginomonoiche e monoiche, da foglie con margini interi, da capolini disciformi omogami o eterogami e raramente radiati (o subradiati), dallo stilo con rami troncati e superfici stigmatiche separate apicalmente, da acheni glabri o con tricomi allungati e pappo ridotto.
Il genere  Filago appartiene al clade Flag, un gruppo informale monofiletico della sottotribù Gnaphaliinae che occupa una posizione più o meno "basale" e con il clade Australasian forma un "gruppo fratello". Il clade "FLAG" prende il nome dai suoi quattro generi più grandi: Filago, Leontopodium, Antennaria e Gamochaeta. Ricerche sul DNA delle varie specie di questo genere suggeriscono una sua possibile origine allopoliploide con un antenato vicino alla specie Gnaphalium uliginosum (il tipo di "Gnaphalium"). In questo gruppo sono presenti specie dioiche (solo fiori femminili o solo fiori maschili) e piante a portamento cusciniforme. I capolini, in formazioni corimbose o spiciformi, possono essere sottesi da foglie bratteali. Il ricettacolo in alcuni casi è squamoso.
Il "Flag clade", da un punto di vista filogenetico, può essere suddiviso in due parti: il "Lucilia-group" basato sui tricomi degli acheni e il resto del clade (in posizione "basale") considerato "gruppo fratello" del primo. Il genere di questa voce appartiene al gruppo "basale" caratterizzato dall'assenza di tricomi; in particolare Filago insieme al genere Bombycilaena formano un "gruppo fratello"..
Nelle analisi di tipo filogenetico al "Lucilia-group" si affianca il Filago group formato dai seguenti generi: Ancistrocarphus, Bombycilaena, Chamaepus, Cymbolaena, Evacidium, Evax, Filago, Logfia, Micropus, Psilocarphus e Stylocline, alcuni attualmente considerati sinonimi di Filago e inclusi in esso (Cymbolaena, Evacidium, Evax). Il principale carattere morfologico che definisce il gruppo sono le palee ricettacolari che sottendono, e più o meno racchiudono, i fiori femminili. La tabella seguente pone a confronto i caratteri dei generi di questo gruppo.
| Genere          | Distribuzione                       | Distribuzione delle foglie | Rapporto tra i fiori femminili e le palee del ricettacolo | Struttura dei fiori interni                 | Pappo                                                 |
| --------------- | ----------------------------------- | -------------------------- | --------------------------------------------------------- | ------------------------------------------- | ----------------------------------------------------- |
| Ancistrocarphus | California                          | Alternate                  | Profondamente inclusi                                     | Tutti ermafroditi e funzionalmente maschili | Assente                                               |
| Bombycilaena    | Eurasia e Nord America              | Alternate                  | Profondamente inclusi                                     | Tutti ermafroditi e funzionalmente maschili | Assente                                               |
| Chamaepus       | Afghanistan                         | Alternate                  | Profondamente inclusi                                     | Tutti ermafroditi e funzionalmente maschili | Assente                                               |
| Filago          | Eurasia, Nord Africa e Nord America | Alternata                  | Mediamente sottesi                                        | Alcuni femminili e altri ermafroditi        | Assente nei fiori esterni; presente in quelli interni |
| Logfia          | Dall'Europa a Afghanistan           | Alternate                  | Profondamente inclusi                                     | Alcuni femminili e altri ermafroditi        | Assente nei fiori esterni; presente in quelli interni |
| Micropus        | Eurasia e Nord Africa               | Opposte                    | Profondamente inclusi                                     | Tutti ermafroditi e funzionalmente maschili | Assente                                               |
| Psilocarphus    | America                             | Opposte                    | Profondamente inclusi                                     | Tutti ermafroditi e funzionalmente maschili | Assente                                               |
| Stylocline      | Nord America                        | Alternate                  | Profondamente inclusi                                     | Tutti ermafroditi e funzionalmente maschili | Assente nei fiori esterni; presente in quelli interni |

Il genere è suddiviso nelle seguenti sezioni:
- Filago subg. Filago
- Filago subg. Crocidion
- Filago subg. Pseudevax
- Filago subg. Oglifa

Il cladogramma seguente, tratto dallo studio citato e semplificato, mostra una possibile configurazione filogenetica di questo gruppo evidenziando il genere di questa voce.
|  | \| \| (Lucilia group) \| \| \| \| \| \| Leontopodium \| \| \| \| |
|  |                                                                  |
|  | Omalotheca                                                       |
|  |                                                                  |
|  | (Lucilia group)                                                  |
|  |                                                                  |
|  | Leontopodium                                                     |
|  |                                                                  |

|  | (Lucilia group) |
|  |                 |
|  | Leontopodium    |
|  |                 |

|  | \| \| Psilocarphus \| \| \| \| \| \| Micropus \| \| \| \| |
|  |                                                           |
|  | Hesperevax                                                |
|  |                                                           |
|  | Psilocarphus                                              |
|  |                                                           |
|  | Micropus                                                  |
|  |                                                           |

|  | Psilocarphus |
|  |              |
|  | Micropus     |
|  |              |

|  | Logfia     |
|  |            |
|  | Stylocline |
|  |            |

|  | \| \| Psilocarphus \| \| \| \| \| \| Micropus \| \| \| \| |
|  |                                                           |
|  | Hesperevax                                                |
|  |                                                           |
|  | Psilocarphus                                              |
|  |                                                           |
|  | Micropus                                                  |
|  |                                                           |

|  | Psilocarphus |
|  |              |
|  | Micropus     |
|  |              |

|  | Logfia     |
|  |            |
|  | Stylocline |
|  |            |

|  | \| \| Psilocarphus \| \| \| \| \| \| Micropus \| \| \| \| |
|  |                                                           |
|  | Hesperevax                                                |
|  |                                                           |
|  | Psilocarphus                                              |
|  |                                                           |
|  | Micropus                                                  |
|  |                                                           |

|  | Psilocarphus |
|  |              |
|  | Micropus     |
|  |              |

|  | Logfia     |
|  |            |
|  | Stylocline |
|  |            |

|  | \| \| Psilocarphus \| \| \| \| \| \| Micropus \| \| \| \| |
|  |                                                           |
|  | Hesperevax                                                |
|  |                                                           |
|  | Psilocarphus                                              |
|  |                                                           |
|  | Micropus                                                  |
|  |                                                           |

|  | Psilocarphus |
|  |              |
|  | Micropus     |
|  |              |

|  | Logfia     |
|  |            |
|  | Stylocline |
|  |            |

|  | \| \| (Lucilia group) \| \| \| \| \| \| Leontopodium \| \| \| \| |
|  |                                                                  |
|  | Omalotheca                                                       |
|  |                                                                  |
|  | (Lucilia group)                                                  |
|  |                                                                  |
|  | Leontopodium                                                     |
|  |                                                                  |

|  | (Lucilia group) |
|  |                 |
|  | Leontopodium    |
|  |                 |

|  | \| \| Psilocarphus \| \| \| \| \| \| Micropus \| \| \| \| |
|  |                                                           |
|  | Hesperevax                                                |
|  |                                                           |
|  | Psilocarphus                                              |
|  |                                                           |
|  | Micropus                                                  |
|  |                                                           |

|  | Psilocarphus |
|  |              |
|  | Micropus     |
|  |              |

|  | Logfia     |
|  |            |
|  | Stylocline |
|  |            |

|  | \| \| Psilocarphus \| \| \| \| \| \| Micropus \| \| \| \| |
|  |                                                           |
|  | Hesperevax                                                |
|  |                                                           |
|  | Psilocarphus                                              |
|  |                                                           |
|  | Micropus                                                  |
|  |                                                           |

|  | Psilocarphus |
|  |              |
|  | Micropus     |
|  |              |

|  | Logfia     |
|  |            |
|  | Stylocline |
|  |            |

|  | \| \| Psilocarphus \| \| \| \| \| \| Micropus \| \| \| \| |
|  |                                                           |
|  | Hesperevax                                                |
|  |                                                           |
|  | Psilocarphus                                              |
|  |                                                           |
|  | Micropus                                                  |
|  |                                                           |

|  | Psilocarphus |
|  |              |
|  | Micropus     |
|  |              |

|  | Logfia     |
|  |            |
|  | Stylocline |
|  |            |

|  | \| \| Psilocarphus \| \| \| \| \| \| Micropus \| \| \| \| |
|  |                                                           |
|  | Hesperevax                                                |
|  |                                                           |
|  | Psilocarphus                                              |
|  |                                                           |
|  | Micropus                                                  |
|  |                                                           |

|  | Psilocarphus |
|  |              |
|  | Micropus     |
|  |              |

|  | Logfia     |
|  |            |
|  | Stylocline |
|  |            |

|  | \| \| Filago subg. Filago \| \| \| \| \| \| Filago subg. Crocidion \| \| \| \| |
|  |                                                                                |
|  | Filago subg. Pseudevax                                                         |
|  |                                                                                |
|  | Filago subg. Filago                                                            |
|  |                                                                                |
|  | Filago subg. Crocidion                                                         |
|  |                                                                                |

|  | Filago subg. Filago    |
|  |                        |
|  | Filago subg. Crocidion |
|  |                        |

|  | \| \| Filago subg. Filago \| \| \| \| \| \| Filago subg. Crocidion \| \| \| \| |
|  |                                                                                |
|  | Filago subg. Pseudevax                                                         |
|  |                                                                                |
|  | Filago subg. Filago                                                            |
|  |                                                                                |
|  | Filago subg. Crocidion                                                         |
|  |                                                                                |

|  | Filago subg. Filago    |
|  |                        |
|  | Filago subg. Crocidion |
|  |                        |

|  | \| \| Filago subg. Filago \| \| \| \| \| \| Filago subg. Crocidion \| \| \| \| |
|  |                                                                                |
|  | Filago subg. Pseudevax                                                         |
|  |                                                                                |
|  | Filago subg. Filago                                                            |
|  |                                                                                |
|  | Filago subg. Crocidion                                                         |
|  |                                                                                |

|  | Filago subg. Filago    |
|  |                        |
|  | Filago subg. Crocidion |
|  |                        |

|  | \| \| Filago subg. Filago \| \| \| \| \| \| Filago subg. Crocidion \| \| \| \| |
|  |                                                                                |
|  | Filago subg. Pseudevax                                                         |
|  |                                                                                |
|  | Filago subg. Filago                                                            |
|  |                                                                                |
|  | Filago subg. Crocidion                                                         |
|  |                                                                                |

|  | Filago subg. Filago    |
|  |                        |
|  | Filago subg. Crocidion |
|  |                        |

|  | \| \| (Lucilia group) \| \| \| \| \| \| Leontopodium \| \| \| \| |
|  |                                                                  |
|  | Omalotheca                                                       |
|  |                                                                  |
|  | (Lucilia group)                                                  |
|  |                                                                  |
|  | Leontopodium                                                     |
|  |                                                                  |

|  | (Lucilia group) |
|  |                 |
|  | Leontopodium    |
|  |                 |

|  | \| \| Psilocarphus \| \| \| \| \| \| Micropus \| \| \| \| |
|  |                                                           |
|  | Hesperevax                                                |
|  |                                                           |
|  | Psilocarphus                                              |
|  |                                                           |
|  | Micropus                                                  |
|  |                                                           |

|  | Psilocarphus |
|  |              |
|  | Micropus     |
|  |              |

|  | Logfia     |
|  |            |
|  | Stylocline |
|  |            |

|  | \| \| Psilocarphus \| \| \| \| \| \| Micropus \| \| \| \| |
|  |                                                           |
|  | Hesperevax                                                |
|  |                                                           |
|  | Psilocarphus                                              |
|  |                                                           |
|  | Micropus                                                  |
|  |                                                           |

|  | Psilocarphus |
|  |              |
|  | Micropus     |
|  |              |

|  | Logfia     |
|  |            |
|  | Stylocline |
|  |            |

|  | \| \| Psilocarphus \| \| \| \| \| \| Micropus \| \| \| \| |
|  |                                                           |
|  | Hesperevax                                                |
|  |                                                           |
|  | Psilocarphus                                              |
|  |                                                           |
|  | Micropus                                                  |
|  |                                                           |

|  | Psilocarphus |
|  |              |
|  | Micropus     |
|  |              |

|  | Logfia     |
|  |            |
|  | Stylocline |
|  |            |

|  | \| \| Psilocarphus \| \| \| \| \| \| Micropus \| \| \| \| |
|  |                                                           |
|  | Hesperevax                                                |
|  |                                                           |
|  | Psilocarphus                                              |
|  |                                                           |
|  | Micropus                                                  |
|  |                                                           |

|  | Psilocarphus |
|  |              |
|  | Micropus     |
|  |              |

|  | Logfia     |
|  |            |
|  | Stylocline |
|  |            |

|  | \| \| (Lucilia group) \| \| \| \| \| \| Leontopodium \| \| \| \| |
|  |                                                                  |
|  | Omalotheca                                                       |
|  |                                                                  |
|  | (Lucilia group)                                                  |
|  |                                                                  |
|  | Leontopodium                                                     |
|  |                                                                  |

|  | (Lucilia group) |
|  |                 |
|  | Leontopodium    |
|  |                 |

|  | \| \| Psilocarphus \| \| \| \| \| \| Micropus \| \| \| \| |
|  |                                                           |
|  | Hesperevax                                                |
|  |                                                           |
|  | Psilocarphus                                              |
|  |                                                           |
|  | Micropus                                                  |
|  |                                                           |

|  | Psilocarphus |
|  |              |
|  | Micropus     |
|  |              |

|  | Logfia     |
|  |            |
|  | Stylocline |
|  |            |

|  | \| \| Psilocarphus \| \| \| \| \| \| Micropus \| \| \| \| |
|  |                                                           |
|  | Hesperevax                                                |
|  |                                                           |
|  | Psilocarphus                                              |
|  |                                                           |
|  | Micropus                                                  |
|  |                                                           |

|  | Psilocarphus |
|  |              |
|  | Micropus     |
|  |              |

|  | Logfia     |
|  |            |
|  | Stylocline |
|  |            |

|  | \| \| Psilocarphus \| \| \| \| \| \| Micropus \| \| \| \| |
|  |                                                           |
|  | Hesperevax                                                |
|  |                                                           |
|  | Psilocarphus                                              |
|  |                                                           |
|  | Micropus                                                  |
|  |                                                           |

|  | Psilocarphus |
|  |              |
|  | Micropus     |
|  |              |

|  | Logfia     |
|  |            |
|  | Stylocline |
|  |            |

|  | \| \| Psilocarphus \| \| \| \| \| \| Micropus \| \| \| \| |
|  |                                                           |
|  | Hesperevax                                                |
|  |                                                           |
|  | Psilocarphus                                              |
|  |                                                           |
|  | Micropus                                                  |
|  |                                                           |

|  | Psilocarphus |
|  |              |
|  | Micropus     |
|  |              |

|  | Logfia     |
|  |            |
|  | Stylocline |
|  |            |

|  | \| \| Filago subg. Filago \| \| \| \| \| \| Filago subg. Crocidion \| \| \| \| |
|  |                                                                                |
|  | Filago subg. Pseudevax                                                         |
|  |                                                                                |
|  | Filago subg. Filago                                                            |
|  |                                                                                |
|  | Filago subg. Crocidion                                                         |
|  |                                                                                |

|  | Filago subg. Filago    |
|  |                        |
|  | Filago subg. Crocidion |
|  |                        |

|  | \| \| Filago subg. Filago \| \| \| \| \| \| Filago subg. Crocidion \| \| \| \| |
|  |                                                                                |
|  | Filago subg. Pseudevax                                                         |
|  |                                                                                |
|  | Filago subg. Filago                                                            |
|  |                                                                                |
|  | Filago subg. Crocidion                                                         |
|  |                                                                                |

|  | Filago subg. Filago    |
|  |                        |
|  | Filago subg. Crocidion |
|  |                        |

|  | \| \| Filago subg. Filago \| \| \| \| \| \| Filago subg. Crocidion \| \| \| \| |
|  |                                                                                |
|  | Filago subg. Pseudevax                                                         |
|  |                                                                                |
|  | Filago subg. Filago                                                            |
|  |                                                                                |
|  | Filago subg. Crocidion                                                         |
|  |                                                                                |

|  | Filago subg. Filago    |
|  |                        |
|  | Filago subg. Crocidion |
|  |                        |

|  | \| \| Filago subg. Filago \| \| \| \| \| \| Filago subg. Crocidion \| \| \| \| |
|  |                                                                                |
|  | Filago subg. Pseudevax                                                         |
|  |                                                                                |
|  | Filago subg. Filago                                                            |
|  |                                                                                |
|  | Filago subg. Crocidion                                                         |
|  |                                                                                |

|  | Filago subg. Filago    |
|  |                        |
|  | Filago subg. Crocidion |
|  |                        |

I caratteri distintivi del genere  Filago sono:
- la superficie degli acheni in genere è glabra;
- il pappo nei fiori esterni è assente (è presente in quelli interni).

Il numero cromosomico delle specie di questo genere è: 2n = 18, 26 e 28.
Questo genere ha 52 specie.

### Sinonimi
Sono elencati alcuni sinonimi per questa entità:
- Achariterium Bluff & Fingerh.
- Cymbolaena  Smoljan.
- Evacidium  Pomel
- Evacopsis  Pomel
- Evax  Gaertn.
- Filagopsis  (Batt.) Rouy
- Gifola  Cass.
- Gifolaria  Pomel
- Impia  Bluff & Fingerh.
- Oglifa  (Cass.) Cass.
- Pseudevax  DC. ex Steud.

## Altre notizie
La denominazione di queste piante, nel corso del tempo, ha subito più di qualche cambiamento. In realtà il nome Filago come genere è stato proposto per primo dal botanico francese Antoine-Laurent de Jussieu (1748 – 1836); Carl von Linné inizialmente aveva posto queste piante nel genere Gnaphalium (sezione Filago). Altri autori preferiscono (o hanno preferito) assegnarle al genere Gifolia (ora un sinonimo), mentre anticamente queste piante venivano chiamate “Herba impia” (da Plinio il Vecchio).